# Liste der Straßen und Plätze in Kiel/L

## La

Bernhard von Langenbeck

Lämmerstücken, Russee
1971 erstmals im Kieler Adressbuch aufgeführt, nach einer alten Flurbezeichnung benannt.
Lärchenweg, Suchsdorf
1959 erstmals im Kieler Adressbuch aufgeführt, Straßenname aus dem Bereich der Botanik.
* Lagerhof, Südfriedhof
1887 wurde der Name festgelegt, 1906 wurde die Straße Lagerhof in Lagerhofstraße umbenannt.
* Lagerhofstraße, Südfriedhof
1887 als Lagerhof angelegt, 1906 in Lagerhofstraße umbenannt, 1960 aufgehoben – gehört zum Schlachthofgelände.
Landecker Weg, Elmschenhagen
1939 nach der Stadt Landeck benannt.
Landskroner Weg, Elmschenhagen
1939 nach dem Ort Landskron benannt.
Landweg, Siedlung Oppendorf
1926 wurde der Name festgelegt.
Langelandweg, Mettenhof
1965 nach der dänischen Insel Langeland angelegt.
* Langemarckufer, Düsternbrook
angelegt als Wasserallee, 1901 erstmals im Kieler Adressbuch aufgeführt, 1937 in Langemarckufer umbenannt, 1947 in Strandweg umbenannt.
Langenbeckstraße, Schreventeich
1905 wurde der Name nach Bernhard Rudolf Konrad von Langenbeck festgelegt,
Langeneßweg, Suchsdorf
1962 wurde der Name nach der nordfriesischen Insel Langeneß benannt.
Langenfelde, Schilksee
angelegt als Mühlenkamp, 1959 erstmals im Kieler Adressbuch aufgeführt, 1962 wurde die Straße nach einer Flurbezeichnung in Langenfelde umbenannt.
Langenkampweg, Wellingdorf
angelegt als Langenkamp, 1894 erstmals im Adressbuch Gaarden-Ost aufgeführt, 1903 nach einer alten Flurbezeichnung in Langenkampweg umbenannt.
Langenrade, Steenbek-Projensdorf
1930 wurde der Name nach einer alten Flurbezeichnung festgelegt.
Langensaal, Neumühlen-Dietrichsdorf
angelegt als Schulstraße, 1904 erstmals im Kieler Adressbuch aufgeführt, 1925 nach einer alten Flurbezeichnung in Langensaal umbenannt, müsste eigentlich Langer Soll heißen, weil der Flurname nach einem langen Teich oder Soll benannt wurde.
Lange Reihe, Vorstadt
1730 eingezeichnet in der Homann'schen Karte als Auf der Langen Reihe.
Langer Hof, Suchsdorf
2002 wurde der Name nach einer alten Gemarkung festgelegt.
Langer Holm, Suchsdorf
vor 1978 Viedamm, 1978 in Neuer Viedamm umbenannt, 1979 in Langer Holm umbenannt.
Langer Rehm, Neumühlen-Dietrichsdorf
1900 im Protokolltext der Gemeinderatssitzung erwähnt, 1904 erstmals im Kieler Adressbuch aufgeführt, Name nach einer alten Flurbezeichnung gewählt (Rehm = schmaler Landstreifen).
Langer Segen, Brunswik
1730 eingezeichnet in der Homann'schen Karte, 1869 wurde der Name Am Langen Segen festgelegt, 1883 nach einem Flurnamen in Langer Segen umbenannt.
* Lange Straße, Friedrichsort
1923 erstmals im Kieler Adressbuch aufgeführt, 1958 in Julius-Fürst-Weg umbenannt.
Langkoppel, Meimersdorf
1999 nach einem Flurnamen benannt.
Lankwitzweg, Russee
1984 nach dem Berliner Stadtteil Lankwitz benannt.
Lantziusstraße, Südfriedhof
1910 nach Johann Ludwig Lantzius (5. Januar 1775 bis 26. Dezember 1826) benannt –  Kaufmann, vermachte der Stadt Kiel eine Stiftung zur Verschönerung der Stadt.
Lauenburger Straße, Gaarden-Süd
1983 nach der Stadt Lauenburg benannt – ehemals Teilstück der Alten Lübecker Chaussee  – siehe Karte von 1789.

## Le

Carl Legien

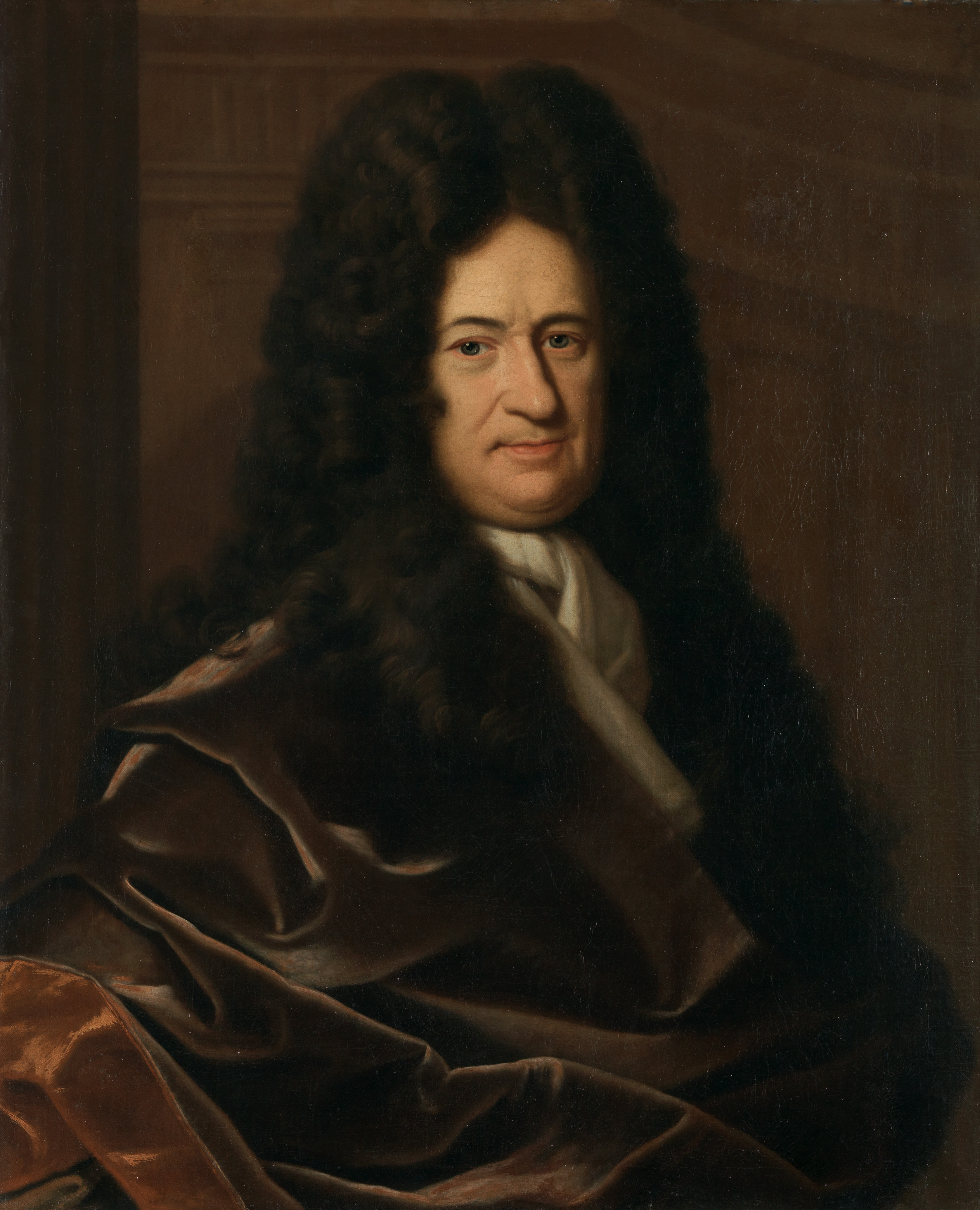
Gottfried Wilhelm Leibniz

Lechweg, Elmschenhagen
1976 nach dem Fluss Lech benannt.
* Leebstraße, Elmschenhagen
als Herthastraße angelegt, 1908 erstmals im Kieler Adressbuch aufgeführt, 1939 nach Franz Leeb benannt, 1945 in Haselbusch umbenannt. Franz Leeb, österreichischer Nationalsozialist, 1934 hingerichtet.
Legienstraße, Damperhof
1856 als Fährstraße angelegt, 1923 nach Carl Legien umbenannt, 1933 in Fährstraße und 1947 wieder in Legienstraße umbenannt
Lehmberg, Damperhof, Brunswik
1869 nach einer alten Flurbezeichnung benannt.
* Lehmbrook, Südfriedhof
1852 erstmals im Kieler Adressbuch aufgeführt – nach einer alten Flurbezeichnung benannt.
Lehmkoppel, Suchsdorf
2002 nach einer alten Gemarkung benannt.
Leibnizstraße, Ravensberg
1979 nach Gottfried Wilhelm Leibniz benannt.
Leipziger Straße, Wik
vor 1947 Müllerweg, 1947 nach der Stadt Leipzig umbenannt.
Lena-Schröder-Weg, Steenbek-Projensdorf
2008 nach Lena Schröder (9. Juli 1899 bis 26. Dezember 1972) benannt – Kommunalpolitikerin, gründete die Kieler Milchküche und ein Haus der Frauen.
Lensahner Straße, Gaarden-Süd
1938 nach der Gemeinde Lensahn benannt.
Lenschstraße, Pries
als Kirchhofallee angelegt, 1923 erstmals im Kieler Adressbuch aufgeführt, 1925 nach Pastor Lensch umbenannt.
Lerchenstraße, Vorstadt
1853 noch ohne Namen im Stadtplan von Thalbitzer eingezeichnet, 1856 im Corrospondenz Blatt erwähnt – Die Straße führt über die frühere Böttcher- oder Lerchenwiese.
Lessingplatz, Schreventeich
1900 nach Gotthold Ephraim Lessing benannt.
* Lettow-Vorbeck-Straße,  Neumühlen-Dietrichsdorf
als Bernhardstraße angelegt, 1904 erstmals im Kieler Adressbuch aufgeführt, 1939 nach Paul von Lettow-Vorbeck umbenannt, 1947 in Hertzstraße umbenannt.
Leuchtturmplatz, Friedrichsort
2011 wurde der Platz vor dem Gebäude der Friedrichsorter Straße 48–50 Leuchtturmplatz benannt, nachdem die alte Leuchtturmspitze des Friedrichsorter Leuchtturms vom Heinrich-Rixen-Platz dorthin umgesetzt wurde.
Leuschnerweg, Wellsee
1983 nach Wilhelm Leuschner benannt.

## Li

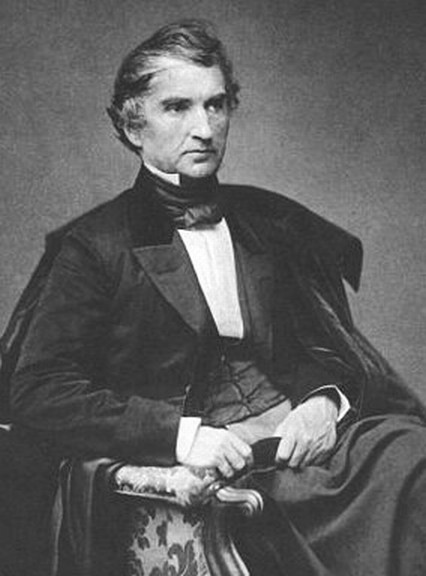
Justus von Liebig

Lichtestraße, Ravensberg
2006 nach Hugo Lichte (11. April 1891 bis 27. Juli 1963) benannt – Physiker, wissenschaftlicher Mitarbeiter der Torpedoinspektion in Kiel, war maßgeblich an der Entwicklung der ersten Tonfilme beteiligt.
Liebigstraße, Moorsee, Wellsee
1973 nach Justus Freiherr von Liebig benannt.
Liethweg, Hasseldieksdamm
1951 nach einer alten Flurbezeichnung benannt.
Ligusterweg, Suchsdorf
2004 wurde der Name festgelegt, gehört zum Wohngebiet mit Straßennamen aus der Botanik.
Lilienbogen, Kroog
1979 wurde der Name der Straße nach Pflanzen und Vögeln, die an Binnengewässern vorkommen, festgelegt – in Anlehnung an Am Wellsee.
Liliencronstraße, Pries
1920 nach Detlev von Liliencron benannt.
Lilienthalstraße, Holtenau
1962 nach Otto Lilienthal benannt.
Lilli-Martius-Weg, Steenbek-Projensdorf
2008 nach Lilli Martius (27. Juli 1885 bis 14. Dezember 1976) benannt – Professorin für Kunstgeschichte, Kustos der Kieler Kunsthalle.
Lindenallee, Düsternbrook
1880 noch ohne Namen im Kieler Stadtplan eingezeichnet, 1900 erstmals im Kieler Adressbuch aufgeführt, 1905 bis zum Düsternbrooker Weg verlängert – Mit Linden bepflanzte Allee.
* Lindenallee, Hassee
1897 wurde der Name im Gemeinderat beschlossen, 1910 in Danewerkstraße umbenannt – Mit Linden bepflanzte Straße.
* Lindenstraße, Moorsee
1957 als Lindenstraße angelegt, 1971 in Bogenstraße umbenannt – Mit Linden bepflanzte Straße.
Lindenstraße, Ravensberg
1888 vom Bauunternehmer Bustorff angelegt, 1893 bis zur Hansastraße verlängert – Mit Linden bepflanzte Straße.
Lindenweg, Holtenau
1885 ausgebaut zur Errichtung von Häusern für die Kanalbediensteten, 1923 erstmals im Kieler Adressbuch aufgeführt – Früher vermutlich mit Linden bepflanzter Weg. Heute ohne Baumbestand.
Linzer Weg, Elmschenhagen
1939 nach der Stadt Linz benannt.
Liselotte-Herrmann-Straße, Wellsee
1995 nach Liselotte Herrmann benannt.
Lise-Meitner-Straße, Wellsee
1992 nach Lise Meitner benannt.
* Litzmannstraße, Elmschenhagen
1933 nach Karl Litzmann benannt.

## Lo

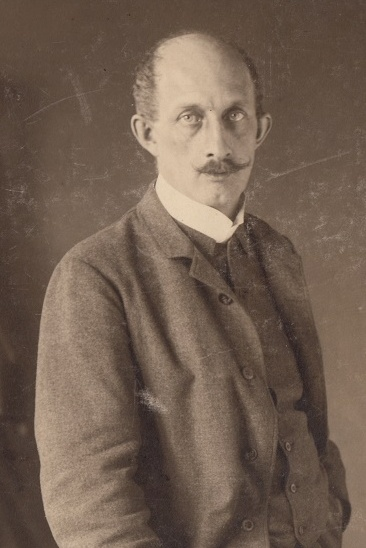
Hermann Löns

Lönsstraße, Pries
1920 als Johann-Meier-Straße angelegt, 1922 in Timm-Kröger-Straße umbenannt, 1925 nach Hermann Löns umbenannt.
Lofotenweg, Mettenhof
1981 nach der norwegischen Inselgruppe Lofoten benannt.
Lohntütenweg, Neumühlen-Dietrichsdorf
1963 wurde der Name festgelegt, 1985 wurde das Teilstück Ivensring bis Verdieckstraße in Ueber'n Bauernhof umbenannt. Der Name wurde gewählt, weil es sich um eine im Volksmund gebräuchliche Bezeichnung handelte. Dieser Weg führte von der Werft bis zum Dorfteich hinauf. Die Frauen der Werftarbeiter erwarteten hier ihre Männer, um den Wochenlohn vor den „Gefahren“ des Heimweges zu retten!
Lorentzendamm, Altstadt, Damperhof
1856 nach Jacob Fr. Nicol. Lorentzen (25. August 1782 bis 4. Februar 1851) benannt – Lorentzen war von 1821 bis 1851 Senator der Stadt Kiel. Wegen seiner Verdienste um den Straßenbau im Volksmund Senator Kopfstein genannt. 1847 ließ er den Weg am Kleinen Kiel bauen, der dann 1856 nach ihm benannt wurde.
Lornsenstraße, Brunswik
1886 nach Uwe Jens Lornsen benannt.
Lotsentreppe, Holtenau
2006 wurde der Name festgelegt – Treppenanlage zwischen Königstraße und Kanalstraße. Im Volksmund schon immer so benannt und bekannt.
Lotsenweg, Holtenau
1984 erstmals im Kieler Adressbuch aufgeführt.

## Lu

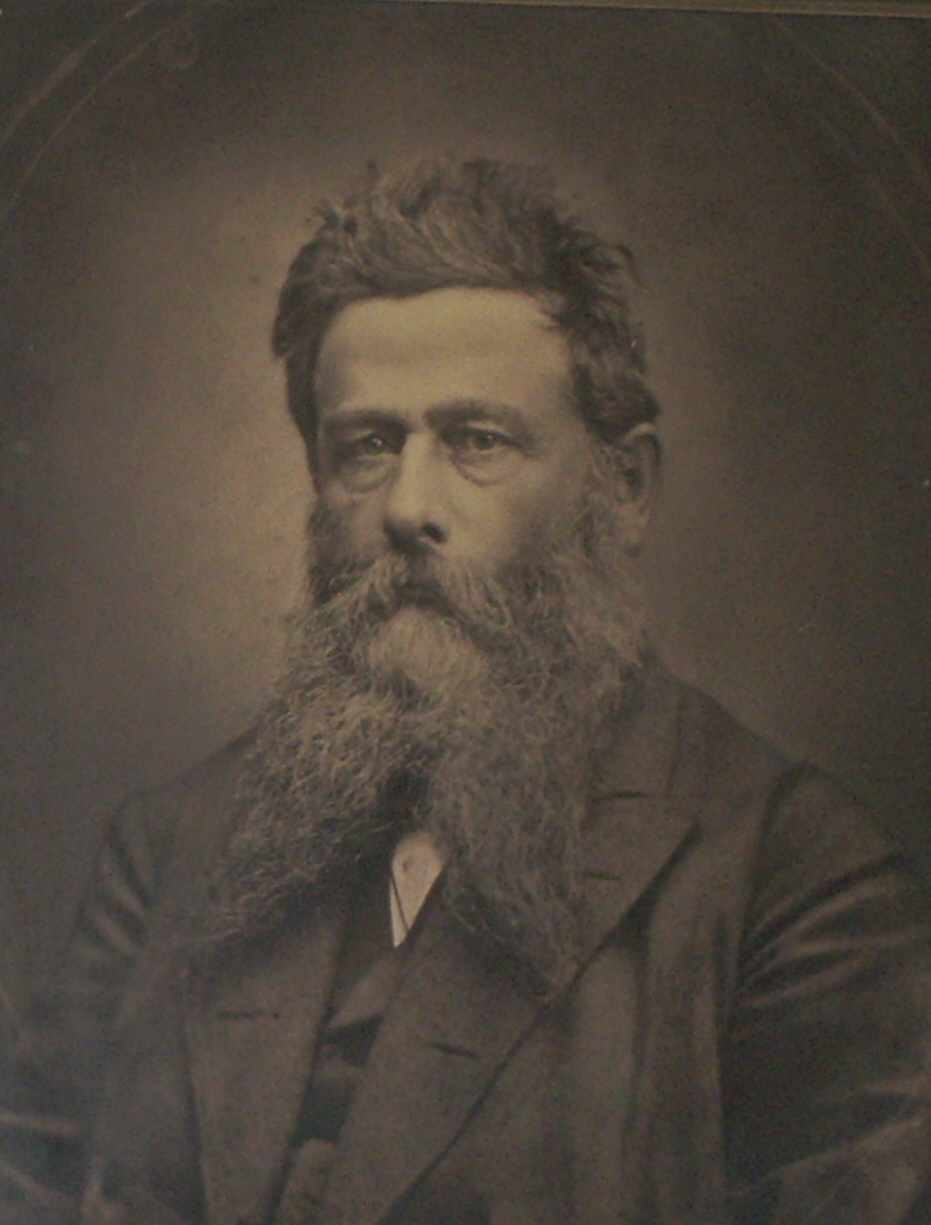
Ludwig Meyn

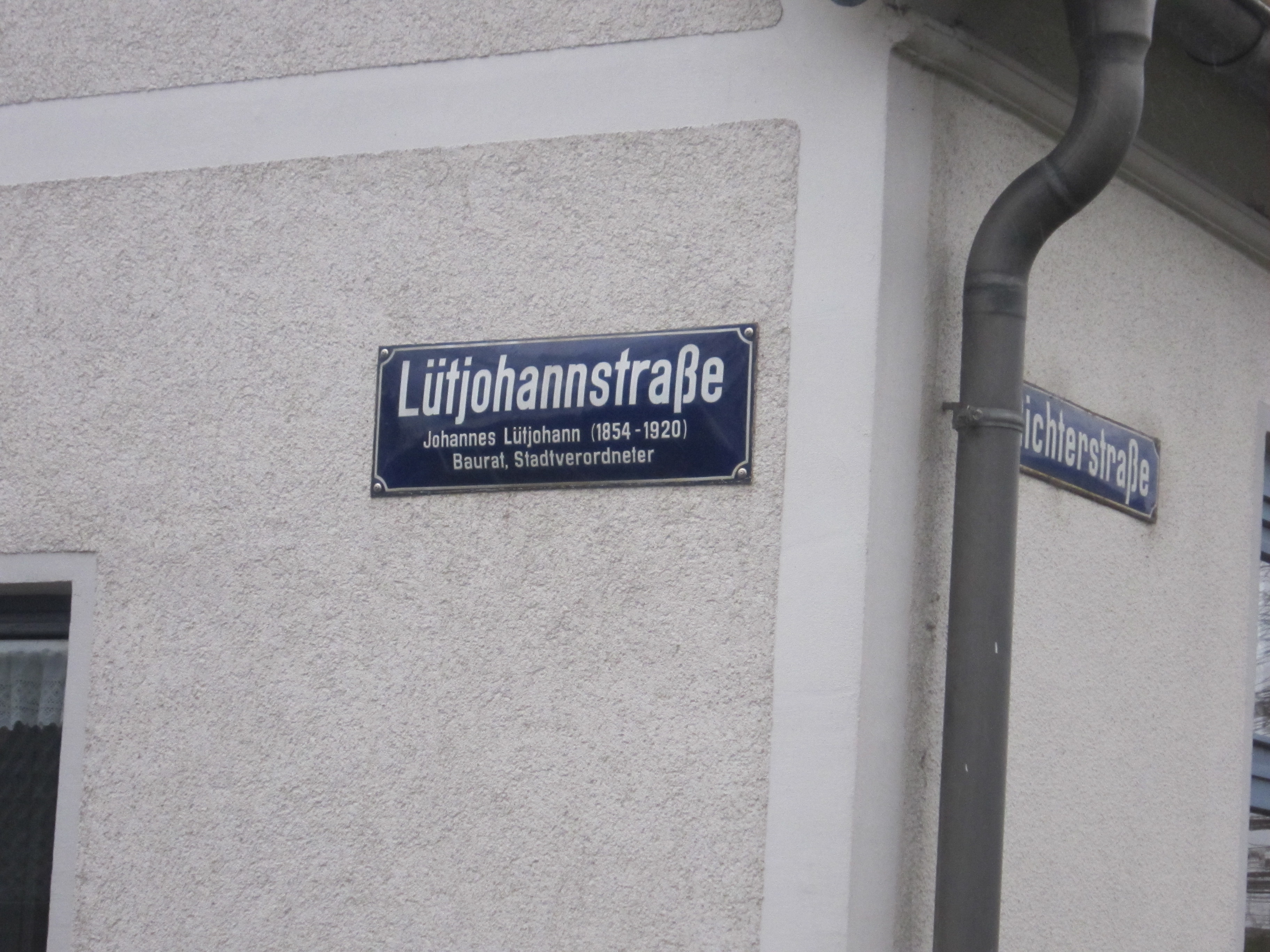
Straßenschild Lütjohannstraße mit Erklärung

* Lucknerstraße, Kroog
1927 als Straße N in der Landhaussiedlung Kroog angelegt, erstmals im Kieler Adressbuch aufgeführt, 1933 nach Felix Graf von Luckner in Lucknersraße umbenannt, 1939 in Rosenheimer Straße umbenannt.
Ludewig-Meyn-Straße, Ravensberg
1979 nach Claus Christian Ludewig (Ludwig) Meyn benannt.
* Lübecker Chaussee, Gaarden-Süd
1789 noch ohne Namen auf der Topographisch Militärischen Charte des Herzogtums Holstein (1789–1796) Nr. 21 von Major Gustav Adolf von Varendorf eingezeichnet, 1872 erstmals im Kieler Adressbuch aufgeführt, 1926 in Alte Lübecker Chaussee umbenannt – Alte Heerstraße durch Ostholstein nach Lübeck.
* Lübecker Straße, Hassee
1894 wurde der Name durch den Gemeinderat beschlossen, 1895 in von-der-Goltz-Allee umbenannt.
Lübscher Baum, Hassee, Gaarden-Süd
1789 noch ohne Namen auf der Topographisch Militärischen Charte des Herzogtums Holstein (1789–1796) Nr. 21 von Major Gustav Adolf von Varendorf eingezeichnet – siehe Karte, 1875 erstmals im Kieler Adressbuch aufgeführt, 1905 als Barkauer Weg im Protokolltext der Gemeinderatssitzung erwähnt, 1971 in Lübscher Baum umbenannt – Erinnert an den alten Schlagbaum, der einst hier stand.
Lüdemannstraße, Südfriedhof
1905 nach Karl Peter Matthias Lüdemann (6. Juli 1805 bis 17. Februar 1889)benannt – seit 4. August 1834 Pastor an der Klosterkirche; am 28. September 1834 zum Garnisonsprediger ernannt. Von 1835 bis 1880 Professor für Theologie an der Universität in Kiel. Mit dem 1. Januar 1869 legte er sein Predigtamt nieder.
Lüderitzstraße, Neumühlen-Dietrichsdorf
1939 nach Adolf Lüderitz benannt.
Lügumklosterstraße, Wik
1937 nach dem in Nordschleswig gelegenen Ort Lügumkloster benannt.
Lütjenburger Straße, Wellingdorf
1930 nach der Stadt Lütjenburg benannt.
Lütjohannstraße, Holtenau
1912 nach Johannes Lütjohann (11. Januar 1854 bis 20. Oktober 1920) benannt – Geheimer Regierungs- und Baurat im Kanalbauamt, Stadtverordneter.
Lüttenhoff, Meimersdorf
1999 nach einem Flurnamen benannt.
Lütt Steenbusch, Meimersdorf
2002 nach einem Flurnamen benannt.
Lützowstraße, Blücherplatz
1903 nach Ludwig Adolf Wilhelm Freiherr von Lützow benannt.
Luisenstraße, Neumühlen-Dietrichsdorf
1894 erstmals im Adressbuch Gaarden-Ost aufgeführt, 1897 wurde der Name im Protokolltext der Gemeinderatssitzung erwähnt – Nach Frau Luise Steffen aus Neumühlen-Dietrichsdorf benannt.
Luisenweg, Düsternbrook
1910 nach Königin Luise von Preußen benannt.
Lunaplatz, Wellingdorf
2008 wurde der Name festgelegt – Der Name „Luna......“ ist in einer frühen Planungsphase dieser Grünfläche entstanden. Weiteres ist nicht bekannt.
Lummenstieg, Schilksee
1965 nach den Lummen benannt.
Lutherstraße, Südfriedhof
1903 nach Martin Luther benannt.
* Lutherstraße, Wellingdorf
1903 Lutherstraße, 1910 in Sohststraße umbenannt.